# Agrostis murbeckii
Agrostis murbeckii é uma espécie de gramínea do gênero Agrostis, pertencente à família Poaceae.